# Rivington Reservoirs
Die Rivington Reservoirs sind zwei Stauseen westlich von Rivington und östlich von Adlington in Lancashire, England. Das Lower Rivington Reservoir ist das südlichste einer Kette von drei Stauseen, die sich über eine Strecke von 6 km erstrecken. Es ist durch das 267 m lange Rivington Embankment, über das eine Straße führt vom Upper Rivington Reservoir in seinem Norden getrennt. An das Upper Rivington Reservoir schließt sich im Norden das Anglezarke Reservoir an.
Der River Douglas wird durch einen Kanal in das Lower Rivington Reservoir umgeleitet.
Die Stauseen wurden zwischen 1850 und 1857 von Thomas Hawksley für die Wasserversorgung von Liverpool gebaut. Zu dem Versorgungssystem gehören auch noch das von ihm gebaute Rake Brook Reservoir sowie das Lower Roddlesworth Reservoir, die über den Kanal The Goit dem Anglezarke Reservoir verbunden sind.
Der River Douglas wird durch einen Kanal in das Lower Rivington Reservoir gelenkt. Die Wasserentnahme erfolgt am Anglezarke Reservoir, das auch vom River Yarrow durchflossen wird.